# Francisco García Salve
Francisco García Salve, conocido popularmente como Paco el cura (Farlete, Zaragoza 20 de noviembre de 1930-ibídem, 5 de marzo de 2016), fue un sacerdote jesuita español, miembro destacado del Partido Comunista de España, miembro del Comité Central del Partido Comunista de los Pueblos de España y sindicalista dirigente de Comisiones Obreras.

## Biografía
De orígenes modestos, perdió a su padre siendo todavía niño. Cursó estudios en un colegio de jesuitas e ingresó en la Compañía al terminar el bachillerato. Su proximidad al movimiento obrero se inició por su conocimiento directo, mientras residía en San Sebastián, de la represión que sufrían algunos participantes en huelgas. 

### Comisiones Obreras
En 1967 se trasladó a Madrid y se convirtió en cura obrero, trabajando como peón albañil (ferrallista) e iniciando una actividad intensa como miembro de Comisiones Obreras, motivo por el cual ya en 1971 fue condenado a 4 meses de arresto. Una nueva condena recibió en julio de 1972 por la agresión a un policía armado que lo detuvo el año anterior cuando repartía propaganda de una huelga general en el metro, pero antes en junio había sido detenido en el convento de oblatos de Pozuelo de Alarcón, próximo a Madrid, junto con otros dirigentes de Comisiones Obreras entre los cuales se encontraba Marcelino Camacho.

### Proceso 1001
Fue uno de los acusados y condenados en el Proceso 1001. 
Durante su tiempo de prisión (tres años y medio) comenzó los estudios de Derecho, que terminó ya en libertad. Dejó la orden y el sacerdocio, y contrajo matrimonio en 1976. Ejerció como abogado laboralista. Perteneció también al Comité Central del Partido Comunista de España.
Fue detenido el 29 de diciembre de 1976 en la Gran Vía de Madrid cuando participaba en una manifestación pidiendo la libertad de Santiago Carrillo. El 1 de enero de 1977 fue puesto en libertad.

## Escritor
Es autor de varios libros: 
- Yoga para jóvenes (1965).
- Vida de Pablo VI  El Mensajero del Corazón de Jesús, Bilbao, 1965.
- El pez. Libro de oración El Mensajero del Corazón de Jesús, Bilbao, 1967.
- Yunque, Editorial El Mensajero del Corazón de Jesús, Bilbao, 1968.
- Yo estrené mi juventud El Mensajero del Corazón de Jesús, Bilbao, 1968.
- Cuentos para el pueblo, Editorial Zero, Madrid, 1971.
- Una chica al este del sol, Editorial Studium, 1973.
- El amargo (1974).
- Yo creo en la clase obrera Sedmay, Madrid, 1977.
- Cimientos del nuevo sindicalismo (1978),
- Por qué somos comunistas (1981)
- Huir de la piara Letra Clara, Madrid, 2010.
- Relinchos de fantasía Letra Clara, Madrid, 2014.
- La miseria es un lagarto Letra Clara, Madrid, 2016.

## Reconocimiento
En marzo de 1981 fue expulsado del Comité Central del PCE por formar parte del grupo minoritario prosoviético o afgano, tendencia  minoritaria tras la renovación eurocomunista.
La expulsión  puede entenderse como una llamada de atención a los sectores más combativos contra la actual dirección, de cara al próximo congreso. Posteriormente formó parte del Partido Comunista de los Pueblos de España.
En 1999 formó parte de los 74 ex presos políticos del franquismo indemnizados por la Comunidad de Madrid. Su pensamiento político era así: 

A todo el que hable de pluralidad sindical hay que escupirle a la cara. Es un canalla o un estúpido ignorante. Todo el que habla de pluralidad sindical es un traidor a la clase obrera, un enemigo que busca nuestra ruina...
Yo creo en la clase obrera, p. 138, 

La Audiencia Provincial de Madrid lo condenó, en 1980, a tres años y cuatro meses de arresto mayor y a una multa de medio millón de pesetas por delitos de desacato e injurias graves a la autoridad, debido a los contenidos del libro Yo creo en la clase obrera, que a su vez llevaba censurado por el Ministerio de Cultura desde 1976.
El 18 de julio de 1984 fue indultado como autor de cuatro delitos de desacato e injurias graves.